# Ugo il Grande (duca di Borgogna)
Ugo il Grande (in francese Hugues le Grand), detto anche Ugone, il Bianco o l'Abate (898 circa – Dourdan, 16 giugno 956) fu dal 922 marchese di Neustria (in latino demarcus Neustriae), conte d'Orleans e conte di Parigi, dal 936 fu duca dei Franchi e dal 956 duca di Borgogna, mantenendo i suoi titoli fino alla sua morte.

## Origine
Era figlio del marchese di Neustria e futuro re di Francia, Roberto I e di Beatrice di Vermandois, figlia del conte di Vermandois, Erberto I (nipote del re d'Italia, Bernardo, nipote di Carlo Magno); suo zio paterno era il re di Francia, Oddone. Capostipite dei Capetingi, Ugo era cognato del re di Francia, Rodolfo, ed estese il suo controllo su Neustria, Borgogna, Blois, Angiò e Champagne. Infine fu il padre del futuro re di Francia Ugo Capeto.

## Biografia
Nel 914, il re dei Franchi occidentali, Carlo III il Semplice riconobbe a Ugo il diritto ad ereditare i domini ed i titoli di suo padre Roberto. Secondo il cronista Flodoardo, Ugo, nella primavera del 922, con alcuni altri combattenti scacciò Hagano dall'abbazia di Chelles e lo inseguì fino al fiume Mosa.
Ancora nel 922, suo padre fu incoronato re di Francia con il nome di Roberto I e Ugo ereditò i titoli di suo padre: marchese di Neustria e conte di Parigi. Sempre secondo Flodoardo, in quello stesso anno, dopo l'incoronazione di Roberto, Ugo con alcuni armati si recò in Lotaringia a liberare dall'assedio una località che era assediata da Carlo il Semplice. Ottenuto lo scopo fece rientro in Neustria con alcuni Lorenesi in ostaggio. Nel 923, alla battaglia di Soissons, del 15 giugno, suo padre, Roberto I, pur ottenendo la vittoria, in battaglia, perse la vita. I due nobili più potenti, che potevano aspirare al trono erano Ugo e suo cognato, il duca di Borgogna, Rodolfo e, secondo il cronista, monaco cluniacense, Rodolfo il Glabro, la sorella di Ugo, Emma, si adoperò affinché Ugo appoggiasse la nomina del marito Rodolfo a re dei Franchi. Cosa che Ugo fece. In quel periodo, come abate di Saint-Martin de Tours, garantì una rendita alla sorella, la regina Emma, come risulta da un documento del 926.
Nel 924, i Normanni della Loira, con diversi attacchi, operarono varie stragi in Neustria, senza che Rodolfo intervenisse in soccorso a Ugo e quando, l'anno dopo, i Normanni, dopo un attacco in Borgogna, si stanziarono sulla Senna, Ugo non intervenne. Ugo, rimasto vedovo, nel 925, della prima moglie, Giuditta, dopo un breve fidanzamento, in cui, secondo Rosamond McKitterick, colmò di doni (tra cui spezie, gioielli e una corona d'oro) il futuro genero, verso la fine del 926, in seconde nozze, sposò, secondo Flodoardo, la sorella del re del Wessex, Atelstano d'Inghilterra (ca. 905 – 937), Eadilda o Eadheld del Wessex, figlia del re del Wessex, Edoardo il Vecchio (ca. 871 – 924), divenendo cognato del re di Francia, Carlo il Semplice, prigioniero di Erberto II di Vermandois.
Come abate di Saint-Martin de Tours, in un documento del 26 marzo 931, cita la madre, Beatrice, ancora in vita. Dopo la morte di Carlo III il Semplice, a Peronne, il 7 ottobre 929, Ugo appoggiò il re di Francia, suo cognato, Rodolfo, e, nel 932, attaccarono Erberto II, conte di Vermandois, conducendo contro di lui una lotta implacabile, bruciandogli le fortezze e assediandolo nel castello di Château-Thierry (933-934). Nel corso del 935 fu raggiunta la pace, ma improvvisamente Rodolfo si ammalò e morì il 15 gennaio 936.
Ugo il Grande era il feudatario più potente di Francia, ma Erberto II capeggiò la grande nobiltà che si opponeva all'elezione a re dei Franchi occidentali di Ugo, anzi fu proposto per il trono il figlio di Carlo III il Semplice, Luigi, che, nel 923, la madre, Ogiva, aveva condotto con sé in Inghilterra. Luigi IV venne incoronato dall'arcivescovo di Reims, il 19 giugno 936, a Laon e Ugo il Grande cercò di imporre al re, che era suo nipote, la sua tutela, quasi una reggenza. Il potere di Ugo era tale che, secondo la mc Kitterick, da quell'anno si fece chiamare duca dei Franchi ed il re Luigi lo citava come il suo secondo in tutti i suoi domini (notre second dans tous nos royaumes). Ugo e il re Luigi IV, in quello stesso anno, insieme marciarono su Langres e poi su Auxerre, nel ducato di Borgogna, occupandole. Il duca, Ugo il Nero dovette cedere a Ugo il Grande le contee di Langres, Troyes e Sens.
Dopo essere rimasto vedovo per la seconda volta, nel 937 (il matrimonio era stato celebrato prima del 17 settembre, perché in quella data, un documento cita come moglie di Ugo, Edvige di Sassonia), dopo pochi mesi, Ugo il Grande, sposò, in terze nozze, Edvige di Sassonia, figlia del defunto re di Germania, Enrico I l'Uccellatore e sorella del re di Germania e futuro imperatore, Ottone I, come ci riporta, nelle sue cronache, Rodolfo il Glabro. La rottura tra Ugo e Luigi IV avvenne a causa della Lotaringia, su cui Luigi aveva delle pretese, e che invase, nel 938, su richiesta del suo duca, Gilberto di Lotaringia. Ma, dopo aver conquistato il ducato di Lotaringia, la nobiltà era quasi tutta contro il re Luigi IV e Erberto e Ugo, nuovamente alleati, attaccarono e occuparono Reims, si allearono al re di Germania, Ottone I, e, nelle Ardenne, nel 940, sconfissero il loro re Luigi IV, che dovette rifugiarsi, sino al 941, presso Ugo il Nero, nel ducato di Borgogna.
Ma dopo che, nel 942, Luigi IV ed il cognato Ottone I si erano riappacificati, Ugo il Grande, anche per le minacce di scomunica del papa Stefano VIII, si sottomise al re e, nel 943, ottenne da Luigi IV la signoria sull'intera Borgogna e Ugo il Nero divenne suo vassallo. Erberto II di Vermandois, in quello stesso anno, morì. Nel 945, Luigi cadde in un'imboscata in Normandia e venne consegnato a Ugo il Grande che lo tenne in suo potere per circa un anno e lo liberò solo dopo che il re gli aveva ceduto la sua capitale, Laon.
Luigi IV e Ottone I, nel 948, si incontrarono a Ingelheim di fronte a un'assemblea ecclesiastica, che decise che Ugo avrebbe dovuto presentarsi nel mese di settembre a Treviri, per fare ammenda delle sue azioni contro la monarchia, pena la scomunica. Ugo non si presentò e fu condannato e scomunicato. Nel 949, Ugo il Grande perse Laon che fu ripresa da Luigi IV, ma il papa gli confermò la scomunica e, nel 950, in una riunione sulle rive della Marna, si riconciliò con Luigi IV e rinunciando a Laon, si sottomise al re. Nel 952, alla morte di Ugo il Nero, l'erede designato, Gilberto di Châlon per succedergli dovette venire a patti con Ugo il Grande.
Quando Luigi IV, il 10 gennaio del 954, morì, per una caduta da cavallo, suo figlio, Lotario IV fu scelto da tutta la nobiltà, incluso Ugo, che lo riconobbe come suo re e lo prese sotto la sua tutela. Nel 955, Ugo, che, secondo la storico francese Christian Settipani, aveva ottenuto il titolo di duca d'Aquitania, obbligò re Lotario IV a seguirlo a Poitiers, per porre un assedio che fu vano e non gli permise di appropriarsi dell'Aquitania. Nel 955, il figlio di Ugo, Oddone, sposò la figlia di Gilberto di Châlon, Liutgarda. Nello stesso anno accolse Wichmann II il Giovane e il fratello Ecberto il Guercio nella sua corte, i quali stavano fuggendo dal cugino Ottone I.
Gilberto di Châlon morì nel 956, lasciando tutti i suoi possedimenti ed il titolo di duca di Borgogna a Ugo il Grande, che se ne impossessò, che a sua volta morì qualche settimana dopo. Secondo la Historia Francorum Senonensis, vicino al paese di Drodingam, il duca dei Franchi, Ugo il Grande (Hugo Magnus dux Francorum) morì il 16 giugno (la data è confermata anche dai registri mortuari di Chartres, Parigi e Auxerre) e fu sepolto nella abbazia reale di Saint-Denis (basilica beati Dyonisii martiris Parisius) e gli successero i tre figli, Ugo, Oddone e Enrico Ottone.

## Matrimoni e discendenza
Nel 914, in prime nozze, sposò Giuditta (ca. 900 – 925), una figlia di Ruggero I del Maine, come è indicato nelle Europäische Stammtafeln, vol II cap. 10 (non consultate), da cui non ebbe figli. Questo matrimonio viene confermato anche da Flodoardo, per ben due volte, nel 922, e nel 929.
Dalla seconda moglie, Eadilda, Ugo nemmeno ebbe figli.
Dalla terza moglie, Edvige di Sassonia, invece ebbe cinque figli:
- Beatrice (ca. 939- 1003), sposò di Federico I di Lotaringia[29].
- Ugo Capeto (ca. 940- 996), re di Francia[30]
- Emma (ca. 943- 968), sposò di Riccardo I di Normandia[31]
- Oddone[3] (ca. 945- 965), duca di Borgogna
- Enrico Ottone[3] (ca. 948- 1002), duca di Borgogna

Infine da una amante di nome Ringarda, di cui non si conoscono gli ascendenti, ebbe un figlio
- Erberto ( † 996). vescovo di Auxerre[4].

## Ascendenza
|                              |                        |                   | Genitori                |  |  | Nonni |  |  | Bisnonni               |  |  | Trisnonni             |  |
|                              |                        |                   |                         |  |  |       |  |  | Roberto III di Hesbaye |  |  | Roberto II di Hesbaye |  |
|                              |                        |                   |                         |  |  |       |  |  | Roberto III di Hesbaye |  |  | Roberto II di Hesbaye |  |
|                              |                        | Teoderata         |                         |  |  |       |  |  | Roberto III di Hesbaye |  |  |                       |  |
| Roberto il Forte             |                        |                   |                         |  |  |       |  |  | Roberto III di Hesbaye |  |  |                       |  |
|                              |                        | Waldrada di Worms | Adriano d'Orléans       |  |  |       |  |  |                        |  |  |                       |  |
|                              |                        | Waldrada di Worms | Adriano d'Orléans       |  |  |       |  |  |                        |  |  |                       |  |
|                              |                        | Waldrada di Worms | Waldrada                |  |  |       |  |  |                        |  |  |                       |  |
| Roberto I di Francia         |                        | Waldrada di Worms |                         |  |  |       |  |  |                        |  |  |                       |  |
|                              |                        | Ugo di Tours      | Liutfrido II di Sundgau |  |  |       |  |  |                        |  |  |                       |  |
|                              |                        | Ugo di Tours      | Liutfrido II di Sundgau |  |  |       |  |  |                        |  |  |                       |  |
|                              |                        | Ugo di Tours      | Bava d'Alsazia          |  |  |       |  |  |                        |  |  |                       |  |
| Adelaide d'Alsazia           |                        | Ugo di Tours      |                         |  |  |       |  |  |                        |  |  |                       |  |
|                              |                        | Ava/Bava          | …                       |  |  |       |  |  |                        |  |  |                       |  |
|                              |                        | Ava/Bava          | …                       |  |  |       |  |  |                        |  |  |                       |  |
|                              |                        | Ava/Bava          | …                       |  |  |       |  |  |                        |  |  |                       |  |
| Ugo il Grande                |                        | Ava/Bava          |                         |  |  |       |  |  |                        |  |  |                       |  |
|                              | Pipino I di Vermandois | Bernardo d'Italia |                         |  |  |       |  |  |                        |  |  |                       |  |
|                              | Pipino I di Vermandois | Bernardo d'Italia |                         |  |  |       |  |  |                        |  |  |                       |  |
|                              | Pipino I di Vermandois | Cunegonda         |                         |  |  |       |  |  |                        |  |  |                       |  |
| Erberto I di Vermandois      | Pipino I di Vermandois |                   |                         |  |  |       |  |  |                        |  |  |                       |  |
|                              |                        | …                 | …                       |  |  |       |  |  |                        |  |  |                       |  |
|                              |                        | …                 | …                       |  |  |       |  |  |                        |  |  |                       |  |
|                              |                        | …                 | …                       |  |  |       |  |  |                        |  |  |                       |  |
| Beatrice di Vermandois       |                        | …                 |                         |  |  |       |  |  |                        |  |  |                       |  |
|                              |                        | …                 | …                       |  |  |       |  |  |                        |  |  |                       |  |
|                              |                        | …                 | …                       |  |  |       |  |  |                        |  |  |                       |  |
|                              |                        | …                 | …                       |  |  |       |  |  |                        |  |  |                       |  |
| Liutgarda o Berta de Morvois |                        | …                 |                         |  |  |       |  |  |                        |  |  |                       |  |
|                              |                        | …                 | …                       |  |  |       |  |  |                        |  |  |                       |  |
|                              |                        | …                 | …                       |  |  |       |  |  |                        |  |  |                       |  |
|                              |                        | …                 | …                       |  |  |       |  |  |                        |  |  |                       |  |
|                              |                        | …                 |                         |  |  |       |  |  |                        |  |  |                       |  |

### Fonti primarie
- (LA)  Cartulaire de l'Abbaye de Saint-Bertin: Cartolarium Sithiense.
- (LA)  Monumenta Germaniae Historica, Scriptores, tomus VII.
- (LA)  Rerum Gallicarum et Francicarum Scriptores, tomus IX.
- (LA)  Monumenta Germaniae Historica, Scriptores, tomus III.
- (LA)  Monumenta Germaniae Historica, Scriptores, tomus IX.
- (LA)  Liber de Hyda, Chronicles and Memorials of Great Britain and Ireland,.

### Letteratura storiografica
- Louis Halphen, Francia: gli ultimi Carolingi e l'ascesa di Ugo Capeto (888-987), in «Storia del mondo medievale», vol. II, 1979, pp. 636–661
- Allen Mayer, I vichinghi, in «Storia del mondo medievale», vol. II, 1979, pp. 734–769
- Austin Lane Poole, "Germania: Enrico I e Ottone il Grande", cap. IV, vol. IV (La riforma della chiesa e la lotta fra papi e imperatori) della Storia del Mondo Medievale, 1979, pp. 84–111.